# Стрельба на летних Олимпийских играх 1912
Соревнования по стрельбе на летних Олимпийских играх 1912 прошли с 29 июня по 4 июля. Участвовали 284 спортсмена из 16 стран, которые соревновались за 18 комплектов медалей.

## Медали

### Общий медальный зачёт
(Жирным выделено самое большое количество медалей в своей категории; принимающая страна также выделена)
| Общее количество медалей |                |        |         |        |       |
| Место                    | Страна         | Золото | Серебро | Бронза | Всего |
| 1                        | Швеция         | 7      | 6       | 4      | 17    |
| 2                        | США            | 7      | 4       | 3      | 14    |
| 3                        | Великобритания | 1      | 4       | 4      | 9     |
| 4                        | Дания          | 0      | 1       | 2      | 3     |
| 5                        | Франция        | 2      | 0       | 0      | 2     |
| 6                        | Германия       | 0      | 1       | 1      | 2     |
| 6                        | Норвегия       | 0      | 1       | 1      | 2     |
| 6                        | Россия         | 0      | 1       | 1      | 2     |
| 9                        | Финляндия      | 0      | 0       | 2      | 2     |
| 10                       | Венгрия        | 1      | 0       | 0      | 1     |

### Медалисты
| Дисциплина                                              | Золото | Серебро | Бронза |
| Армейская винтовка, 200, 400, 500 и 600 м (команды)     | США · Корнелиус Бердетт · Аллан Бриггс · Гарри Адамс · Джон Джексон · Карл Осберн · Уоррен Спраут               | Великобритания · Харкурт Оммундсен · Генри Барр · Эдвард Скилтон · Джеймс Рэйд · Эдвард Парнелл · Артур Фалтон   | Швеция · Мориц Эрикссон · Вернер Ернстрём · Карл Бьёркман · Тённес Бьёркман · Бернард Ларссон · Хуго Юханссон                  |
| Армейская винтовка, 600 м                               | Поль Коля Франция                                                                                               | Карл Осберн США                                                                                                  | Джон Джексон США |
| Армейская винтовка из трёх положений, 300 м             | Шандор Прокопп Венгрия                                                                                          | Карл Осберн США                                                                                                  | Энгебрет Скоген Норвегия |
| Винтовка произвольного образца, 300 м, лёжа             | Швеция Мориц Эрикссон · Карл Бьёркман · Бернард Ларссон · Хуго Юханссон · Густаф Адольф Юнссон · Эрик Блумквист | Норвегия Альберт Хельгеруд · Эйнар Либерг · Эстен Эстенсен · Олаф Сетер · Оле Сетер · Гудбран Скаттебё           | Дания Нильс Андерсен · Йенс Хайслунд · Лауриц Ларсен · Нильс Ларсен · Ларс Мадсен · Оле Ольсен                                 |
| Винтовка произвольного образца, 300 м, с трёх позиций   | Поль Коля Франция                                                                                               | Ларс Мадсен Дания                                                                                                | Нильс Ларсен Дания |
| Малокалиберная винтовка, 50 м                           | Фредерик Херд США                                                                                               | Уильям Милн Великобритания                                                                                       | Гарольд Бёрт Великобритания |
| Малокалиберная винтовка (команды), 50 м                 | Великобритания · Джон Лессимор · Роберт Мюррей · Джозеф Пепе · Уильям Пимм                                      | Швеция · Эрик Карлберг · Вильхельм Карлберг · Артур Норденсван · Рубен Эртегрен                                  | США · Фредерик Херд · Уильям Льюшнер · Карл Осберн · Уоррен Спраут                                                             |
| Малокалиберная винтовка, 25 м                           | Вильхельм Карлберг Швеция                                                                                       | Хюбнер фон Хольст Швеция                                                                                         | Гидеон Эрикссон Швеция |
| Малокалиберная винтовка (команды), 25 м                 | Швеция · Густаф Бойве · Эрик Карлберг · Вильхельм Карлберг · Хюбнер фон Хольст                                  | Великобритания · Уильям Милн · Уильям Стайлс · Джозеф Пепе · Уильям Пимм                                         | США · Фредерик Херд · Уильям Льюшнер · Уильям Макдоннелл · Уоррен Спраут                                                       |
| Произвольный пистолет, 50 м                             | Альфред Лэйн США                                                                                                | Питер Долфен США                                                                                                 | Чарльз Стюарт Великобритания                                                                                                   |
| Произвольный пистолет (команды), 50 м                   | США Альфред Лэйн · Питер Долфен · Джон Диц · Генри Сирс                                                         | Швеция Эрик Бустрём · Эрик Карлберг · Вильхельм Карлберг · Георг де Лаваль                                       | Великобритания Хью Дюрант · Альберт Кемпстер · Горацио Поултер · Чарльз Стюарт                                                 |
| Дуэльный пистолет, 30 м                                 | Альфред Лэйн США                                                                                                | Пауль Пален Швеция                                                                                               | Хюбнер фон Хольст Швеция |
| Дуэльный пистолет (команды), 30 м                       | Швеция · Пауль Пален · Эрик Карлберг · Вильхельм Карлберг · Хюбнер фон Хольст                                   | Россия · Георгий Пантелеймонов · Николай Мельницкий · Павел Войлошников · Амос Каш                               | Великобритания · Хью Дюрант · Альберт Кемпстер · Горацио Поултер · Чарльз Стюарт                                               |
| Одиночные выстрелы по «бегущему оленю», 100 м           | Альфред Сван Швеция                                                                                             | Оке Лундеберг Швеция                                                                                             | Нестор Тойвонен Финляндия |
| Одиночные выстрелы по «бегущему оленю» (команды), 100 м | Швеция Пер-Улоф Арвидссон · Альфред Сван · Оскар Сван · Оке Лундеберг                                           | США Уильям Либби · Уильям Льюшнер · Уильям Макдоннелл · Уолтер Уайнэнс                                           | Финляндия Нестор Тойвонен · Аксель Лонден · Эрнст Розенквист · Ийвар Вяанянен                                                  |
| Двойные выстрелы по «бегущему оленю», 100 м             | Оке Лундеберг Швеция                                                                                            | Эдвард Бенедикс Швеция                                                                                           | Оскар Сван Швеция |
| Трап                                                    | Джеймс Грэхем США                                                                                               | Альфред Гёльдель Германия                                                                                        | Гарольд Блау Россия |
| Трап (команды)                                          | США Чарльз Биллингс · Эдвард Глисон · Джеймс Грэхем · Фрэнк Холл · Джон Хендрикссон · Ральф Споттс              | Великобритания Джон Батт · Уильям Гросвенор · Гарольд Хамби · Александр Мондер · Чарльз Палмер · Джордж Уайтэкер | Германия Альфред Гёльдель · Хорст Гёльдель · Эрланд Кох · Альберт Пройс · Эрих Граф фон Бернсторф · Франц фон Цедлиц унд Лайпе |

## Страны
В соревнованиях по стрельбе приняли участие 284 спортсмена из 16 стран:

В скобках указано количество спортсменов
- Австрия (7)
- Великобритания (38)
- Венгрия (10)
- Германия (11)
- Греция (9)
- Дания (14)
- Канада (3)
- Нидерланды (1)
- Норвегия (28)
- Россия (26)
- США (26)
- Финляндия (19)
- Франция (19)
- Чили (2)
- Швеция (62)
- ЮАС (8)